# Rida Jahouer
Pas d'image ? Cliquez ici

a Compétitions nationales et continentales officielles uniquement.

b Matchs officiels uniquement.
Dernière mise à jour le 19 janvier 2012.
Rida Jahouer, né le 7 juillet 1980 à Bourg-en-Bresse, est un joueur français de rugby à XV et à sept qui évolue au poste de centre.
Il joue notamment au sein de l'effectif de l'US Montauban puis du FC Grenoble.

## Biographie
En novembre 2009, il est invité avec les Barbarians français pour jouer un match contre un XV de l'Europe FIRA-AER au stade Roi Baudouin à Bruxelles. Ce match est organisé à l'occasion du 75e anniversaire de la FIRA – Association européenne de rugby. Les Baa-Baas l'emportent 26 à 39.

## Carrière

### En équipe nationale
- Équipe de France -21 ans :
  - Participation au championnat du monde en 2001
- Équipe de France de rugby à sept :
  - Participation aux tournois de Paris (2005 et 2006) et Londres (2006)

## Palmarès

### En club
- Avec l'US Montauban :
  - Champion de France de Pro D2 : 2006
- Avec le FC Grenoble :
  - Champion de France de Pro D2 : 2012

### En équipe nationale
- Équipe de France de rugby à sept :
  - Vainqueur du tournoi de Paris en 2005[note 1]